# Живорад Чековић
Живорад Чековић (Коштунићи, 11. септембар 1934) српски је хемичар и академик САНУ. Редовни је професор у пензији на Хемијском факултету Универзитета у Београду. Дао је изузетан допринос на катедри за органску хемију.
Добитник је многих награда, између осталог Октобарске награде града Београда и Златне плакете Таковски устанак.

## Биографија
Рођен је 11. септембра 1934. године у Коштунићима, Горњи Милановац. Основну школу завршио је у Коштунићима а гимназију у Чачку (1954). Студије хемије завршио је (1960) на Природно-математичком факултету Универзитета у Београду.
За асистента на истом факултету изабран је 1961. године. Докторску тезу из области органске хемије одбранио (1964) је на Катедри за хемију Природно-математичког факултета у Београду. На постдокторским студијама на Колумбија универзитету (Њујорк, САД) боравио је 1965—67. године. За доцента на Катедри за хемију Природно-математичког факултета изабран је 1970, а за редовног професора 1983. године. На студијском боравку на Мичигенском универзитету (Ен Арбор, САД), боравио је 1973 године.
Биран је за продекана (1976—78) и декана Природно-математичког факултета (1978—80). Био је управник Одсека за хемију и физичку хемију и шеф Катедре за органску хемију. Биран је за председника Српског хемијског друштв (1989—93), члана Просветног савета Србије и председника комисије за хемију, затим председника стручног универзитетског већа за хемију.
Увео је предмет Органске синтезе у редовну наставу студија хемије за који је написао уџбенике Принципи органске синтезе и Органске синтезе: реакције и методе и практикум Експериментална органска хемија. Научним радом бавио се у обалсти органске хемије, органске синтезе и синтетичких органских реакција. Из оових области објавио је 105 научних радова и 13 монографских и прегледних радова углавном у часопсима и књигама страних издавача. Публиковао је и преко 50 стручних, историјско-биографских радова и радова који се односе на популаризацију науке.
Објавио је и књиге: Вукић Мићовић : живот и дело (коаутор), Употреба молекула — хемијски есеји о молекулима и њиховим применама и Хемијски факулчтет: аутобиографска хроника 1954—2004. Организовао је изложбу Молекули у тајнама живота и свету око нас у галерији Српске академије наука и уметности (јун 2009). Приредио је књиге: Хемијска читанка, и Молекули у тајнама живота и свету око нас (каталог за изложбу).
Добитник је Октобарске награде града Београда, Ордена рада са црвеном заставом, медаље за трајан и изванредан допринос науци Српског хемијског друштва и Златне плакете Таковски устанак.
За дописног члана Српске академије наука и уметности изабран је 2000, а за редовног члана 2006. године. Члан је Научног друштва Србије и почасни члан Српског хемијског друштва.